# American Gothic
American Gothic ist ein Gemälde (Öl auf Spanplatte, 76 cm × 63,3 cm), das 1930 von Grant Wood (1891–1942) gemalt wurde. Das realistisch gemalte Bild zeigt einen Mann, der eine Heugabel hält, und – je nach Interpretation – seine Ehefrau oder seine unverheiratete Tochter, vor einem neugotischen Holzhaus. Der Mann schaut mit strenger Miene den Betrachter direkt an, die ebenfalls ernste Frau blickt an Betrachter und Mann vorbei. Das Bild hängt heute im Art Institute of Chicago.

## Deutung
In seinem Malstil orientierte sich Wood am genauen Realismus der flämischen Maler der Renaissancezeit. Das Bild ist in vielerlei Hinsicht uneindeutig:
- Ist die Darstellung satirisch, ironisch oder drückt sie Bewunderung für die abgebildeten Personen aus? Handelt es sich gar um eine mehrdeutige Mischung aus Parodie und Glorifizierung?[2]
- Zeigt das Bild eine nostalgische Betrachtung der Vergangenheit oder die Gegenwart?

Die Bildkomposition deutet auf eine Art von Fotografie hin, wie sie in der Zeit nach dem Sezessionskrieg häufig von umherreisenden Fotografen angefertigt wurde. Neben dem gleichen Format ist diesen Bildern die Einbindung von symbolischen Gegenständen, wie z. B. der vom Mann gehaltenen Heugabel, eigen.
Wood wich Fragen danach, was er mit dem Bild beabsichtigt habe, meist aus: Er habe „Typen“ dargestellt, die er sein ganzes Leben lang gekannt habe, und diese nicht bloßstellen wollen.

## Über die Entstehung

Grants Schwester Nan, Modell für die auf dem Gemälde American Gothic dargestellte Frau

Das Haus, das sogenannte Dibble House, im Design des Carpenter Gothic hatte der Künstler im August 1930 in Eldon, Iowa auf der Suche nach Inspiration zufällig aus dem Autofenster heraus entdeckt und beschlossen, es zu malen. Die Figuren entwarf er nach seiner Vorstellung von den Leuten, die in einem solchen Haus leben könnten. Wood bat seine Schwester Nan (1899–1990) und seinen promovierten Zahnarzt Byron McKeeby (1867–1950), Modell zu stehen, und kleidete sie dafür in ländlich-kolonialem Stil. Beide standen jedoch niemals zusammen vor dem Gebäude Modell, jedes Element ist separat gezeichnet worden.

## Rezeption

### Anerkennung und Kritik

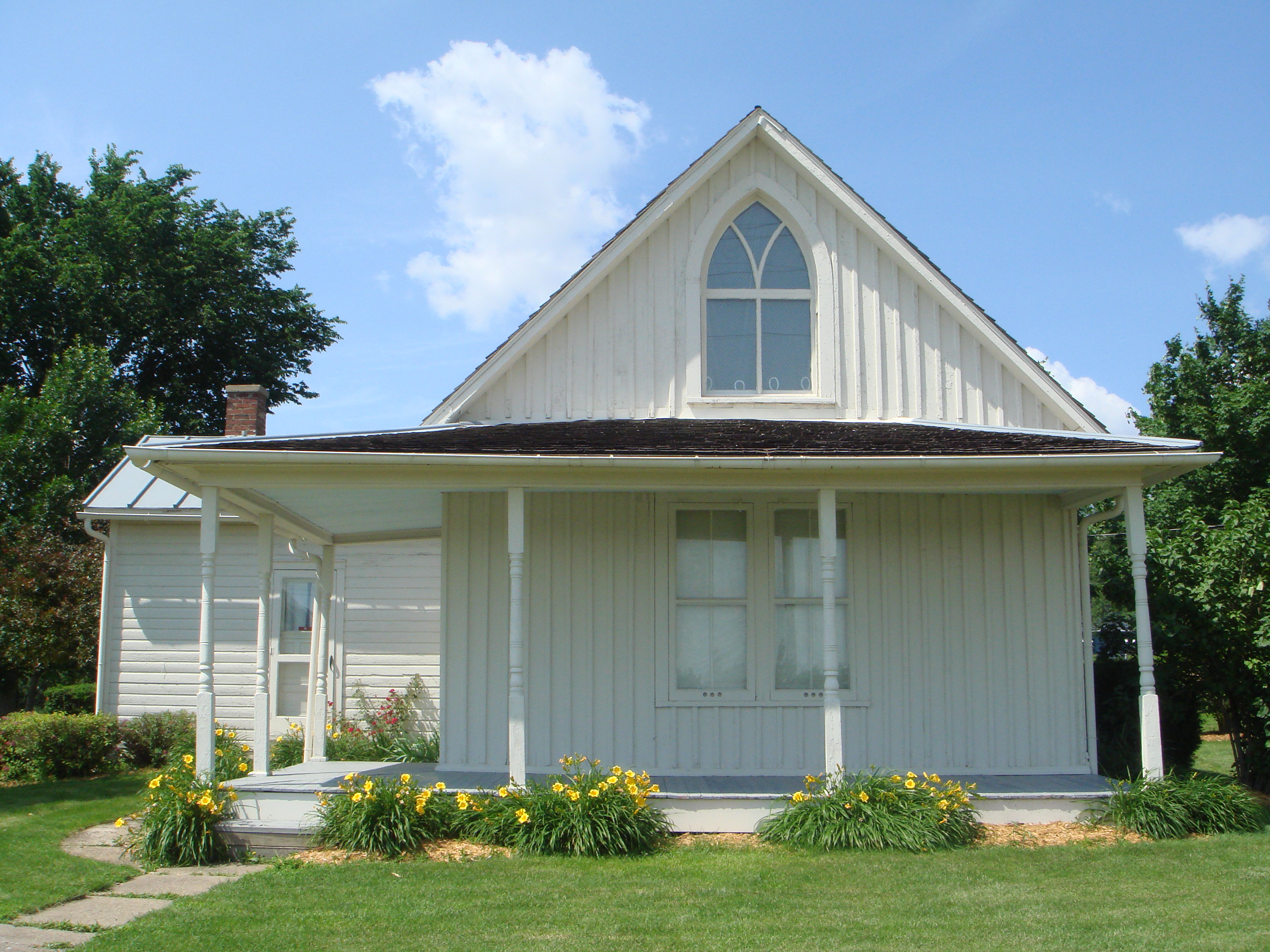
Das Dibble House (auch American Gothic House genannt) in Eldon (Iowa), das als Vorlage für das Gemälde diente

Das Gemälde wurde erstmals 1930 in der Ausstellung Forty-Third Annual Exhibition of Painting and Sculpture des Art Institute of Chicago ausgestellt. Obwohl es von der Jury nur widerwillig akzeptiert worden war, gewann es die Bronzemedaille und ein Preisgeld von 300 Dollar. Einer der Schirmherren der Veranstaltung überzeugte die anderen Verantwortlichen anschließend, das Bild zu kaufen. Noch heute ist das Gemälde im Kunstinstitut von Chicago zu sehen.
Das Bild wurde bald von vielen Zeitungen abgedruckt, was zum Teil heftige Reaktionen auslöste: Manche Farmer aus Iowa fühlten sich beispielsweise angegriffen, weil sie sich als übelgelaunte puritanische Moralisten verunglimpft fühlten. Wood wies solche Vorwürfe von sich. Auf der anderen Seite bekam das Gemälde viel Zuspruch, unter anderem von Gertrude Stein, die das Porträt als Satire auf das amerikanische Kleinstadt- und Landleben schätzte. Die Befürworter stellten das Bild in den Kontext der zeitgenössischen kritischen Abbildungen des konservativen ländlichen Amerikas, für die Literaten wie Sinclair Lewis mit Main Street (1920), Sherwood Anderson mit Winesburg, Ohio (1919) und Carl Van Vechten mit The Tattooed Countess (1924) Wegbereiter waren.
Einer weiteren Strömung zufolge entwickelte sich das Bild schnell zu einer Art nationalem Heiligtum und zum Symbol für den amerikanischen Pioniergeist und das verschwindende ländliche Amerika. Es kennzeichnet den Beginn des Regionalismus in der amerikanischen Kunst.

### Popularität
American Gothic ist in der US-Popkultur eines der am häufigsten inszenierten und zitierten Bilder überhaupt. Viele Künstler haben dieses Bild zitiert, indem sie das Paar durch bekannte Persönlichkeiten ausgetauscht und das Haus durch bekannte Häuser ersetzt haben. Auf das Bild wird auch beispielsweise in der Rocky Horror Picture Show von Richard O’Brien und im Vorspann der Fernsehserie Desperate Housewives Bezug genommen, in der Folge Bart gewinnt Elefant! der Zeichentrickserie Die Simpsons sowie in der Folge Nebraska der Fernsehserie Dexter. 2001 malte Sophie Matisse ein Gemälde mit demselben Titel, auf dem sie die ursprünglich dargestellten Personen aussparte. Im Musikvideo zum Song Don’t Go Breaking My Heart, ein Duett zwischen Elton John und RuPaul von 1994, parodieren die beiden Popsänger das Gemälde.
Auswahl an Parodien:

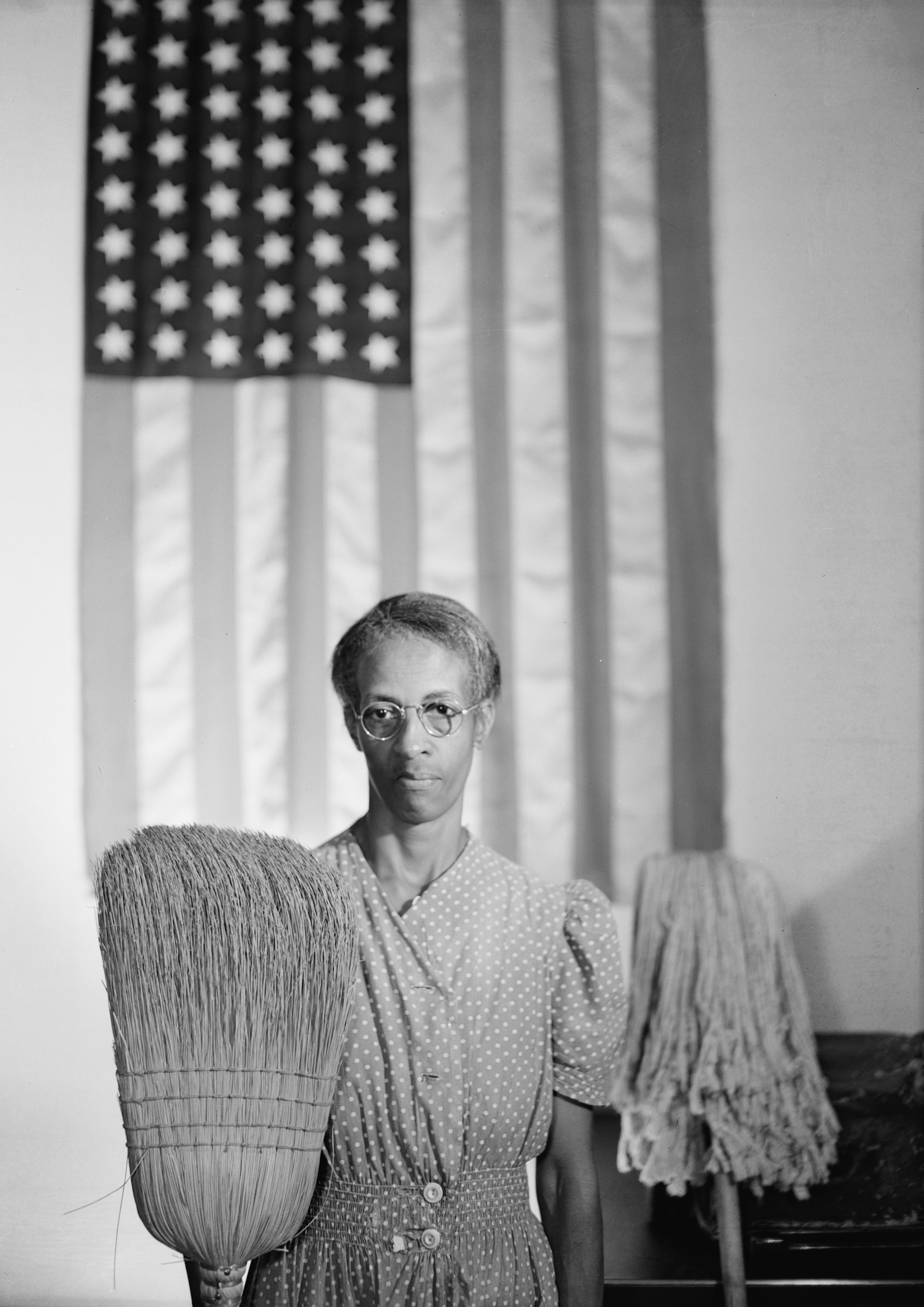
Parodie von Gordon Parks (1942)
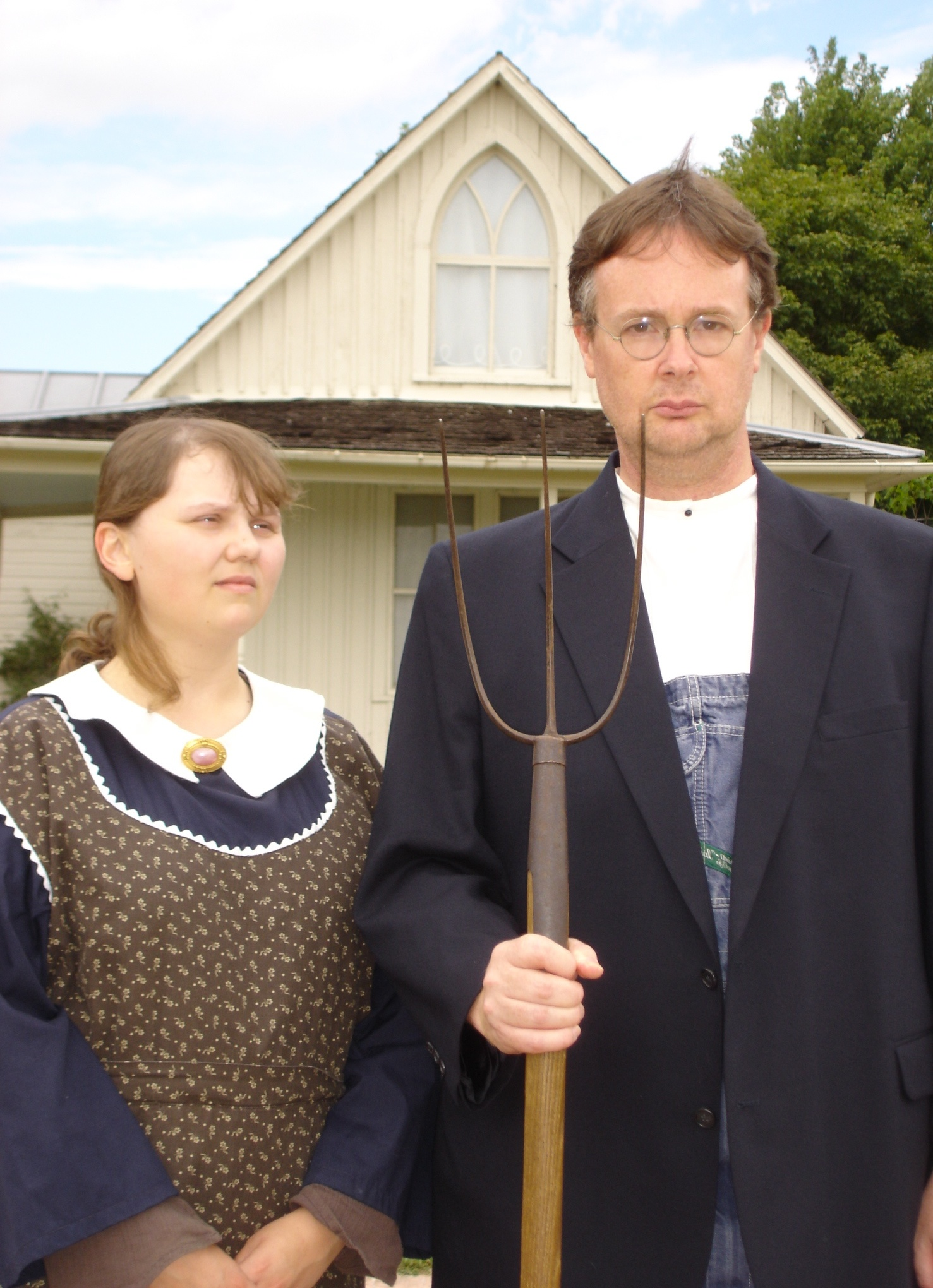
Parodie von 2011
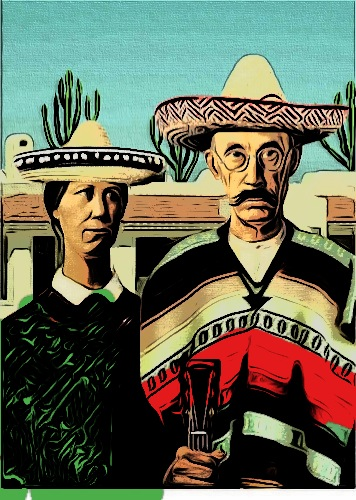
Chicano Gothic von 2011
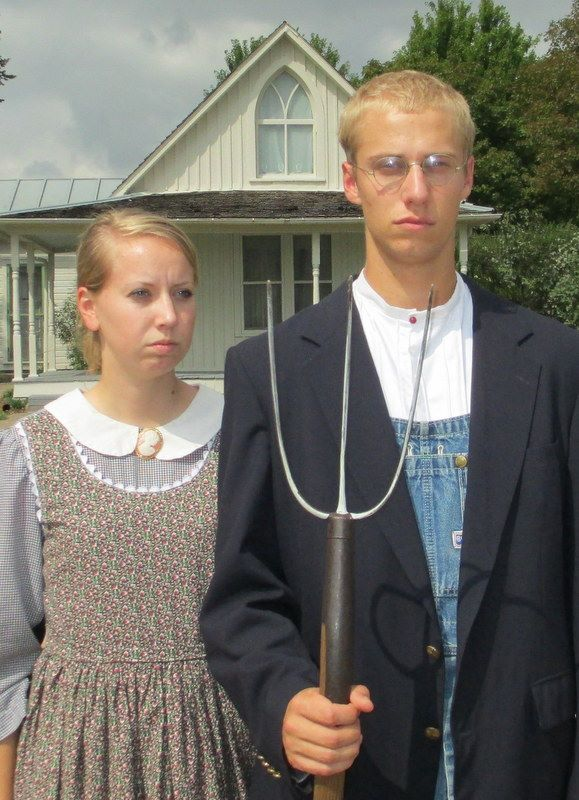
Parodie von 2012
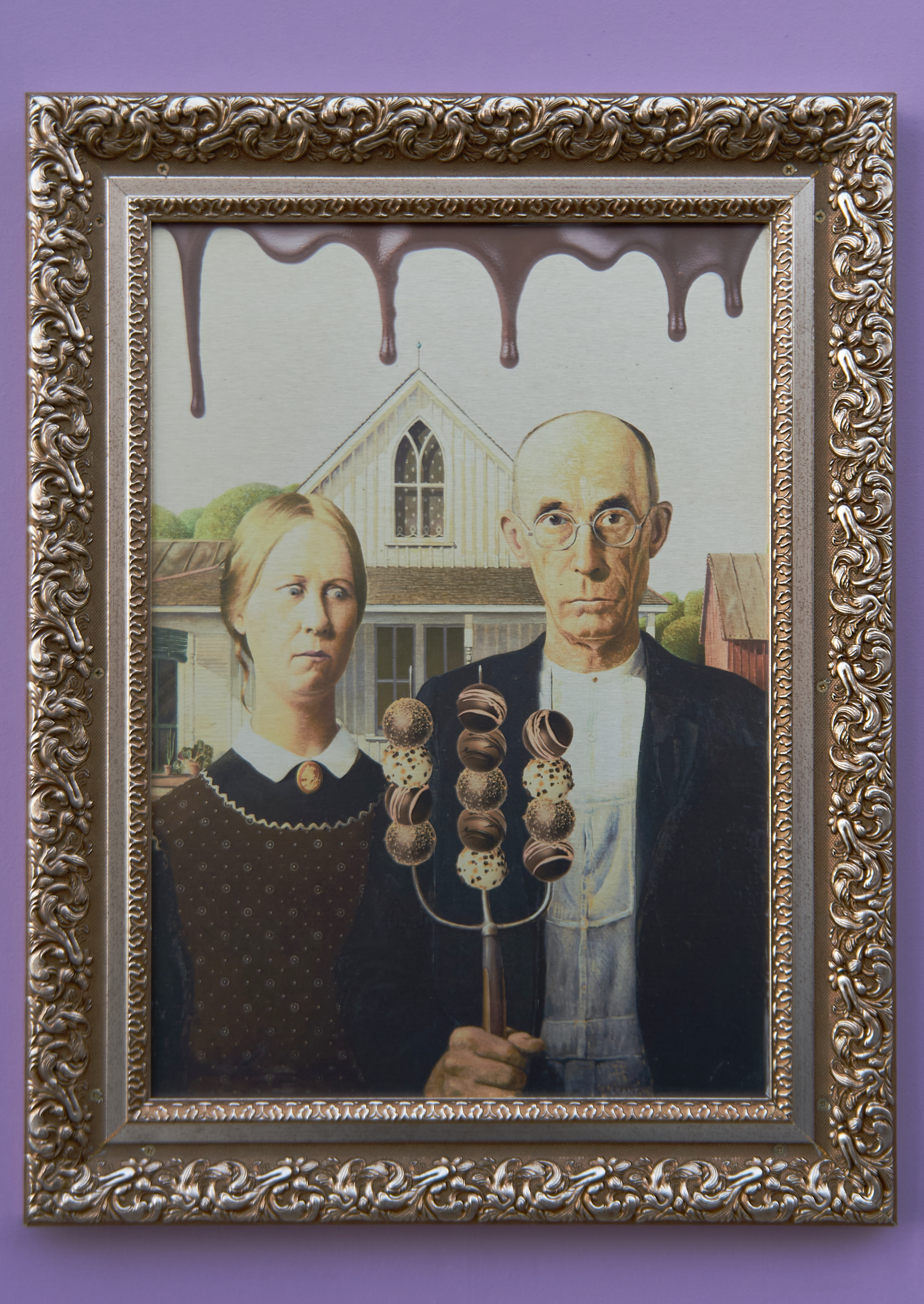
American Gothic mit Schokoladenpraline von 2017